# Золотой Рог (Орловская область)
Золотой Рог — поселок в Покровском районе Орловской области России.
Входит в состав Столбецкого сельского поселения.

## География
Располагается на левом берегу реки Липовец и находится южнее административного центра поселения — села Алексеевка, с которым Золотой Рог соединён просёлочной дорогой.
В посёлке имеется одна улица: Дачная.

## Население
| 2010 |
| ---- |
| 11   |